# Anthicomorphus niponicus
Anthicomorphus niponicus là một loài bọ cánh cứng trong họ Anthicidae. Loài này được Lewis miêu tả khoa học năm 1895.